# Топ 12
Топ 12 (шп. Top 12 de la URBA) је највиши ранг клупског рагби 15 такмичења у Аргентини. Овим такмичењем руководи Рагби савез Аргентине. "Топ 12" датира још из 19. столећа и убраја се у најстарија клупска рагби такмичења на Свету.

## О такмичењу
У Аргентини је рагби један од најпопуларнијих спортова. Аргентина има око 111 000 рагбиста и око 420 рагби клубова. У лигашком делу овог такмичења учествују 12 рагби клубова. 2 последњепласирана испадају у другу лигу, а 4 најбољепласирана клуба иду у полуфинале. 

## Историја
Списак шампиона Аргентине у рагбију
- 1889. Ломас
- 1900. Буенос Ајрес
- 1901. Буенос Ајрес
- 1902. Буенос Ајрес
- 1903. Буенос Ајрес
- 1904. Буенос Ајрес
- 1905. Атлетико Розарио
- 1906. Ателтико Розарио
- 1907. Белграно
- 1908. Буенос Ајрес
- 1909. Буенос Ајрес
- 1910. Белграно
- 1911. Гимназија Есгрима
- 1912. Гимназија Есгрима
- 1913. Ломас
- 1914. Белграно
- 1915. Буенос Ајрес
- 1916. Није се играло због Великог рата
- 1917. Сан Исидро
- 1918. Сан Исидро
- 1919. Није се играло
- 1920. Сан Исидро
- 1921. Сан Исидро - Белграно, подељена титула
- 1922. Сан Исидро
- 1923. Сан Исидро
- 1924. Сан Исидро
- 1925. Сан Исидро
- 1926. Сан Исидро
- 1927. Сан Исидро
- 1928. Сан Исидро
- 1929. Сан Исидро
- 1930. Сан Исидро
- 1931. Универзитет Буенос Ајрес
- 1932. Гимназија Есгрима
- 1933. Сан Исидро
- 1934. Сан Исидро
- 1935. Атлетико Розарио
- 1936. Белграно
- 1937. Олд џорџијан
- 1938. Олд џорџијан
- 1939. Олд џорџијан - Гимназија Есгрима
- 1940. Белграно - Оливос
- 1941. Сан Исидро
- 1942. Универзитет Буенос Ајрес
- 1943. Сан Исидро
- 1944. Универзитет Буенос Ајрес
- 1945. Универзитет Буенос Ајрес
- 1946. Пусара
- 1947. Универзитет Буенос Ајрес
- 1948. Сан Исидро
- 1949. Сан Исидро-Универзитет
- 1950. Универзитет-Пусара
- 1951. Универзитет
- 1952. Универзитет
- 1953. Обрас
- 1954. Сан Исидро
- 1955. Сан Исидро
- 1956. Сан Исидро
- 1957. Сан Исидро
- 1958. Буенос Ајрес
- 1959. Буенос Ајрес
- 1960. Сан Исидро
- 1961. Сан Исидро
- 1962. Сан Исидро
- 1963. Белграно
- 1964. Сан Исидро
- 1965. Универзитет Буенос Ајрес
- 1966. Белграно
- 1967. Белграно
- 1968. Белграно-Универзитет
- 1969. Универзитет Буенос Ајрес
- 1970. Универзитет Буенос Ајрес-Сан Исидро
- 1971. Сан Исидро
- 1972. Сан Исидро
- 1973. Сан Исидро
- 1974. Атлетико Сан Исидро
- 1975. Атлетико Сан Исидро
- 1976. Атлетико Сан Исидро
- 1977. Сан Исидро
- 1978. Сан Исидро
- 1979. Сан Исидро
- 1980. Сан Исидро
- 1981. Атлетико Сан Исидро
- 1982. Атлетико Сан Исидро
- 1983. Атлетико Сан Исидро
- 1984. Атлетико Сан Исидро
- 1985. Атлетико Сан Исидро
- 1986. Сан Исидро-Бансо Носион
- 1987. Сан Исидро
- 1988. Сан Исидро
- 1989. Алумни-Бансо Носион
- 1990. Алумни
- 1991. Алумни
- 1992. Алумни
- 1993. Сан Исидро
- 1994. Сан Исидро
- 1995. Ла Плата
- 1996. Хинду-Атлетико Розарио
- 1997. Сан Исидро
- 1998. Хинду
- 1999. Сан Исидро
- 2000. Атлетико Розарио
- 2001. Алумни
- 2002. Сан Исидро
- 2003. Сан Исидро
- 2004. Сан Исидро
- 2005. Атлетико Сан Исидро
- 2006. Хинду
- 2007. Хинду
- 2008. Хинду
- 2009. Хинду
- 2010. Сан Исидро
- 2011. Сан Исидро
- 2012. Хинду
- 2013. Универзитет Буенос Ајрес
- 2014. Хинду
- 2015. Хинду
- 2016. Белграно
- 2017. Хинду

| Рагби клуб               | Број титула |
| ------------------------ | ----------- |
| Атлетик Сан Исидро       | 33          |
| Сан Исидро               | 25          |
| Универзитет Буенос Ајрес | 14          |
| Белграно                 | 11          |
| Хинду                    | 10          |
| Буенос Ајрес             | 8           |
| Алумни                   | 5           |
| Атлетико Розарио         | 5           |
| Гимназија Есгрима        | 4           |
| Олд џорџијан             | 3           |
| Ломас                    | 2           |
| Пусара                   | 2           |
| Буенос Ајрес ЦРЦ         | 1           |
| Банко Насион             | 2           |
| Оливос                   | 1           |
| Обрас Санитаријас        | 1           |
| Ла плата                 | 1           |